# Helige aposteln Paulus kyrka, Cvetke
Helige aposteln Paulus kyrka (serbisk kyrilliska: Црква Светог апостола Павла; latinska: Crkva Svetog apostola Pavla) är en serbisk-ortodox kyrkobyggnad belägen i byn Cvetke, i staden Kraljevo i den statistiska regionen Šumadija och västra Serbien, i Serbien.
Kyrkan är helgad åt aposteln Paulus och tillhör det serbisk-ortodoxa stiftet Žičas stift.

## Historik
Helige aposteln Paulus kyrka i Cvetke byggdes år 1965.

## Övrigt
I närheten av kyrkan finns en annan kyrka som är gjord av timmer.

## Bilder

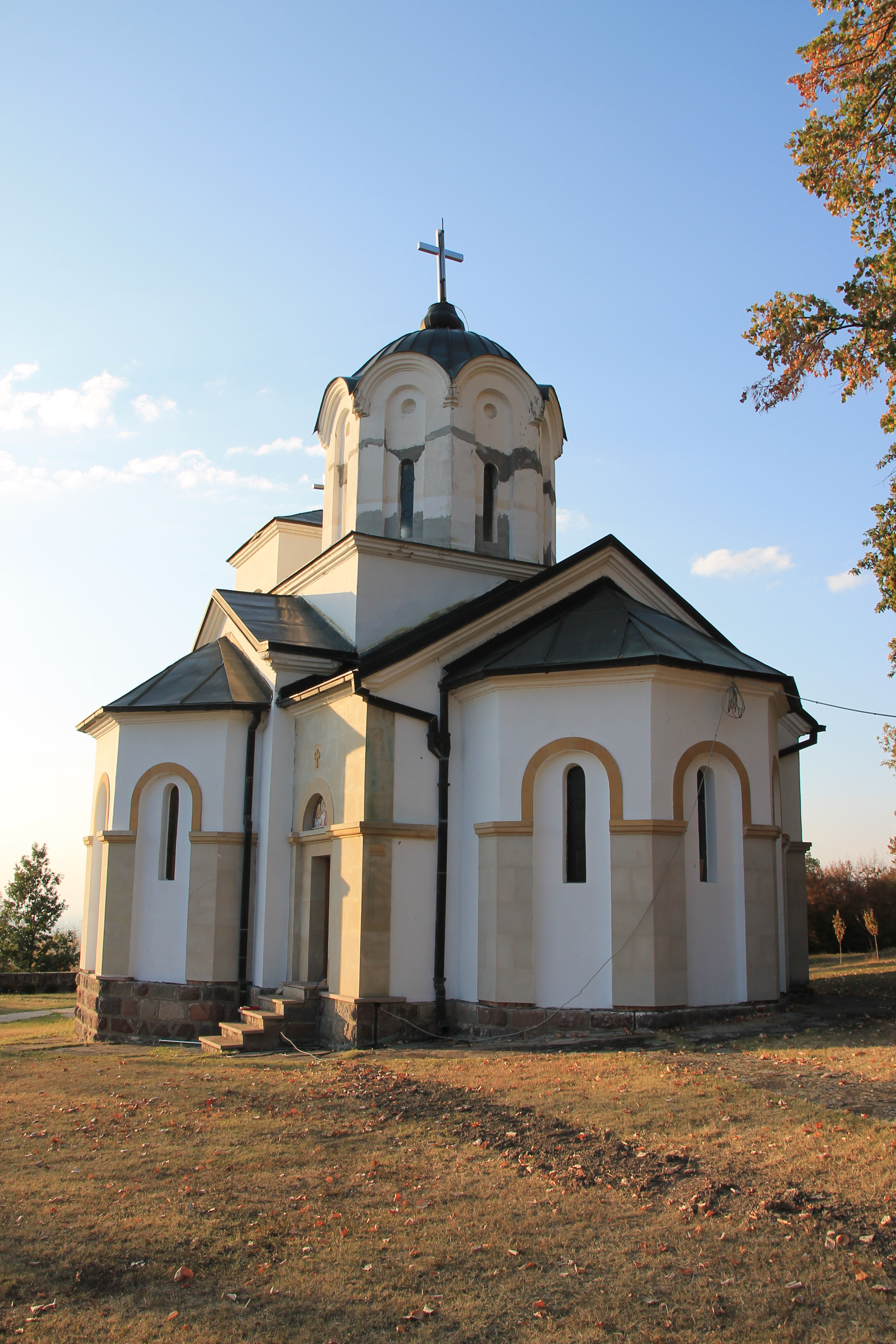
Baksidan och absiden.
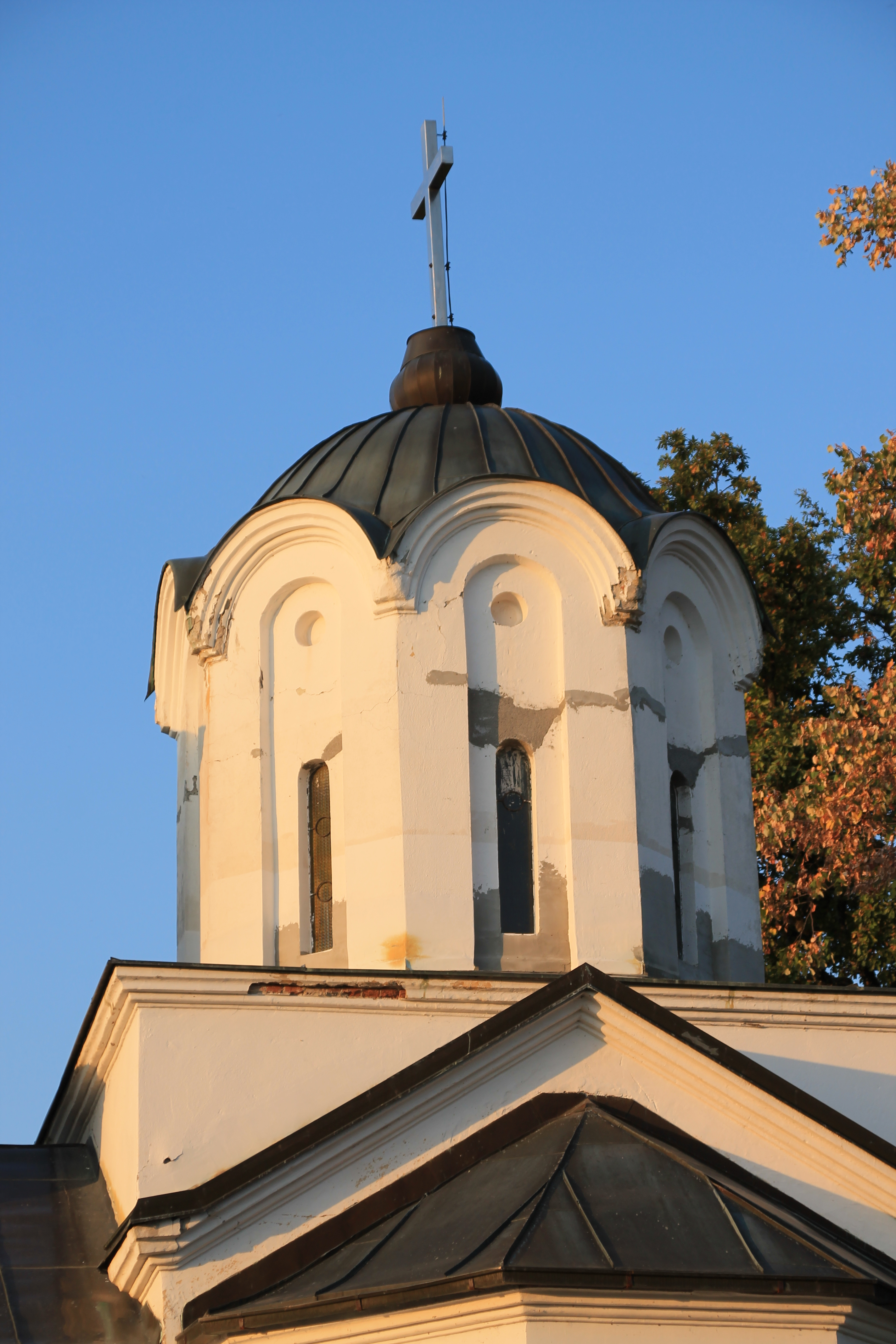
Närbild på kupolen.